# Municipalità di Asp'indza
La municipalità di Asp'indza (in georgiano ასპინძის მუნიციპალიტეტი?) è una municipalità georgiana di Samtskhe-Javakheti.
Nel censimento del 2002 la popolazione si attestava a 13.010 abitanti. Nel 2014 il numero risultava essere 10.372.
La cittadina di Asp'indza è il centro amministrativo della municipalità, la quale si estende su un'area di 825 km².

## Popolazione
Dal censimento del 2014 la municipalità risultava costituita da:
- Georgiani, 86,4%
- Armeni, 13,3%
- Russi, 0,12%

## Luoghi d'interesse
- Asp'indza
- Khertvisi
- Oshora
- Nakalakevi
- Saro
- Tmogvi
- Vardzia
- Vanis Kvabebi
- Chiesa di Tsunda